# Maggi
Maggi — швейцарська харчова компанія, названа на честь свого засновника Юліуса Маггі. Найбільш відома своїми швидкорозчинними супами, бульйонними кубиками, рідкими приправами, готовими соусами та стравами.
Була заснована в 1886 році як акціонерне товариство та є брендом Nestlé AG з 1947 року. Штаб-квартира Maggi-Unternehmungen AG знаходиться у Швейцарії в місті Хам. У Німеччині бренд розповсюджується компанією Maggi GmbH, дочірньою компанією Nestlé Deutschland AG, що базується в штаб-квартирі в місті Зінген. Інші німецькі виробничі майданчики включають Людінгхаузен, Нойс, Конов та Біссенгофен.

## Історія

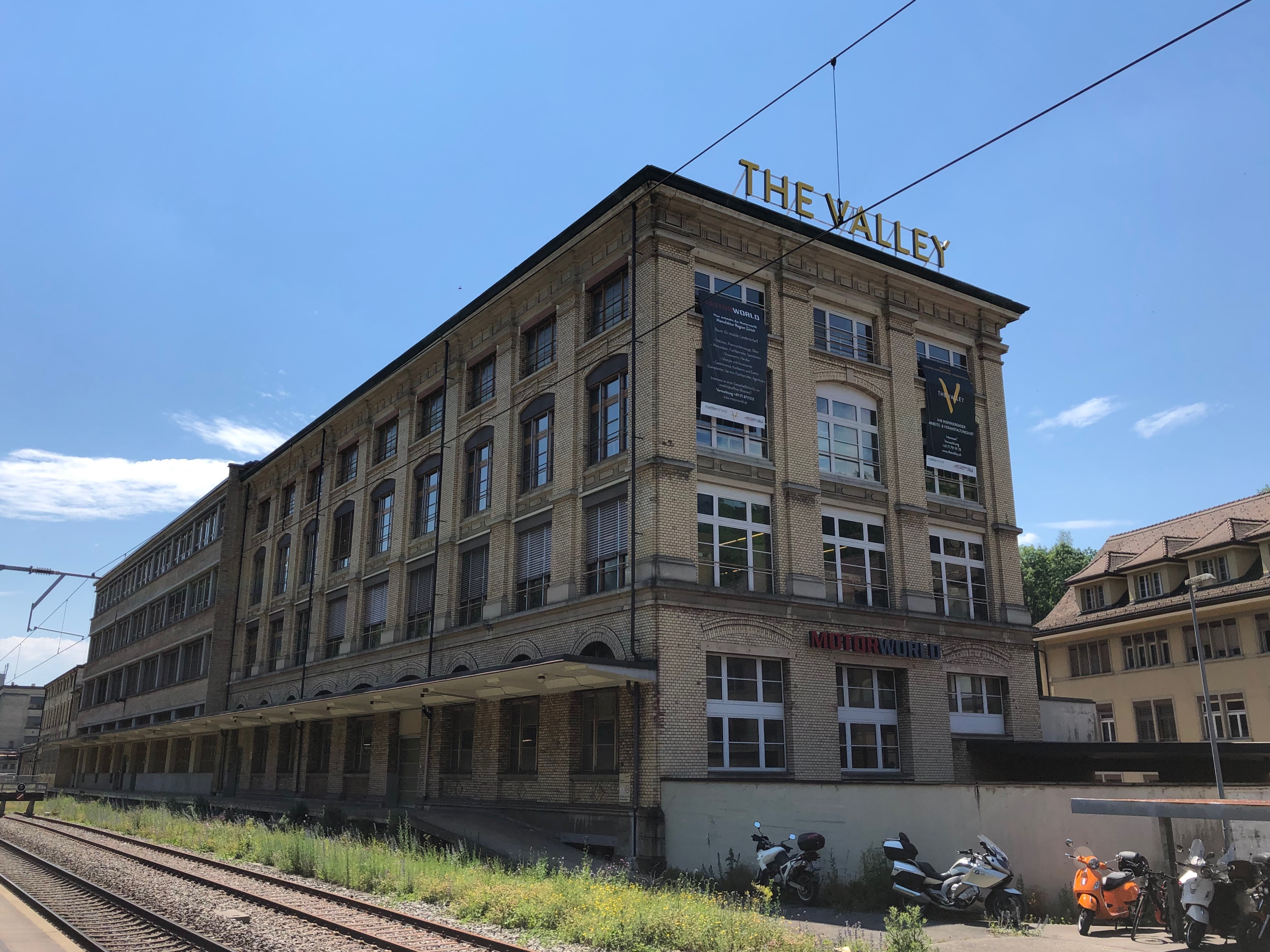
Колишня виробнича будівля в Кемптталі (кантон Цюрих)

Юліус Маггі перейняв млин свого батька в Кемптталі в 1869 році та під його керівництвом став одним із піонерів промислового виробництва продуктів харчування з метою покращення раціону робітничих сімей шляхом кращого забезпечення поживними речовинами та швидшого приготування. З 1884 року Маггі пропонував борошно, виготовлене з багатих на білок бобових культур, яке можна було швидко приготувати шляхом попереднього обсмажування.
На конференції швейцарського «Gemeinnützige Gesellschaft» (громадського товариства) у 1882 році лікар та фабричний інспектор Фрідолін Шулер розповів про жалюгідне становище фабричних робітників: робітниці більше не мали достатньо часу, щоб готувати їжу для своїх сімей, холодна їжа або алкоголь часто замінювали гарячі страви, а страви, що подавалися у фабричних їдальнях, були дешевими, але недостатньо поживними. Наслідками були недоїдання, шлункові захворювання та висока дитяча смертність. Шулер виступав за багаті на білок, легкозасвоювані бобові. Їх слід пропонувати робітникам у недорогій формі й придатній для швидкого приготування. «Товариство» звернулося також й до компанії Maggi.
Протягом двох років Джуліус Маггі експериментував з різними методами механічної та хімічної обробки бобових та різних сумішей. Результати були представлені уповноваженим «Благодійного товариства» 19 листопада 1884 року та визнані ними добрими. У договорі товариство зобов'язалося протягом трьох років рекомендувати виключно бобові продукти Maggi. А Maggi, у свою чергу, гарантувала фіксовану ціну на продаж у Швейцарії та регулярні перевірки продукції. Однак спочатку значного успіху їм не вдалося досягти. «Товариство» звинуватили в представництві інтересів приватної компанії. Незважаючи на підтримку, Maggi, у свою чергу, намагалася конкурувати на ринку з іншими постачальниками борошна для супів.

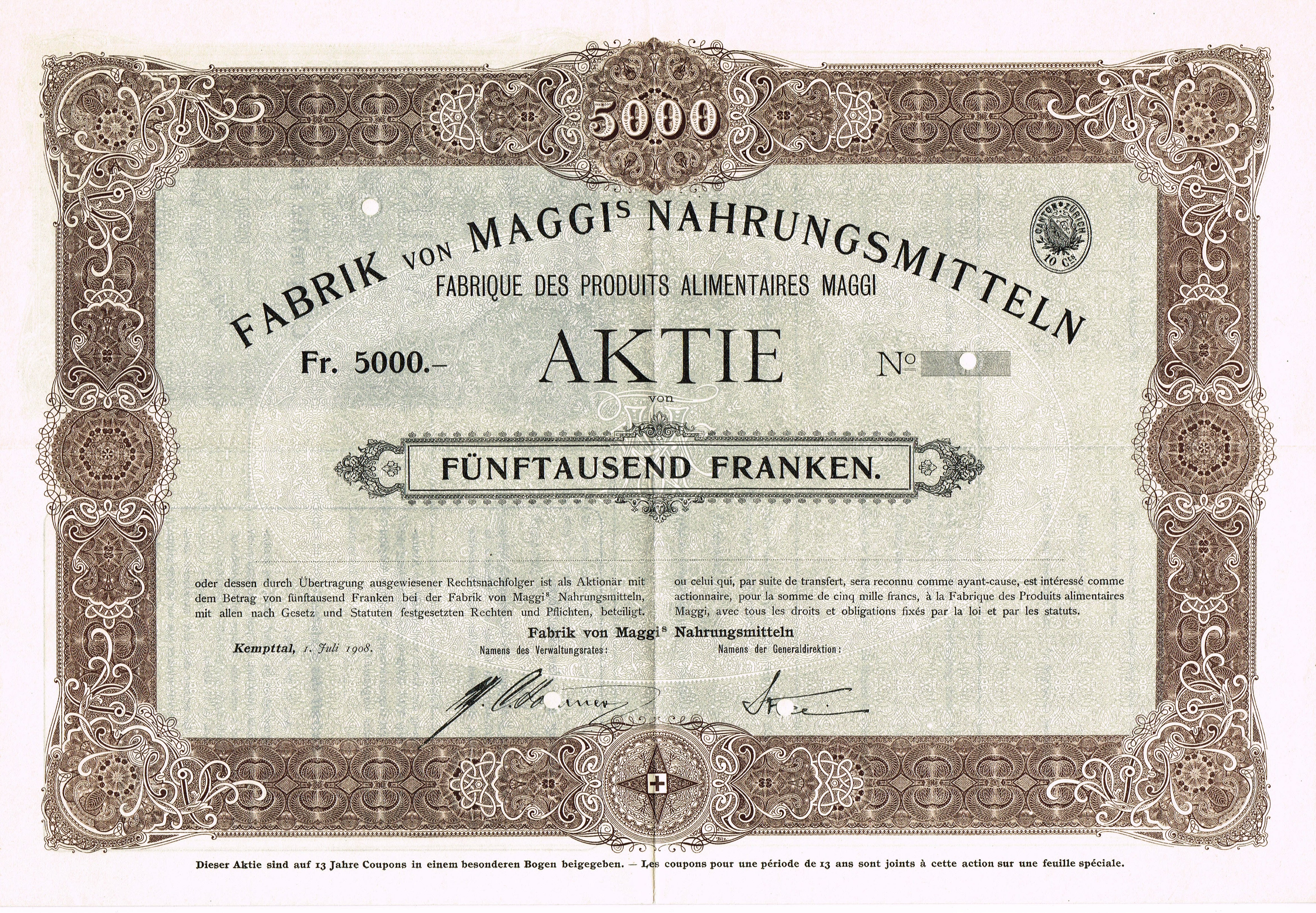
Частка у розмірі 5000 франків харчової фабрики Maggis з 1 липня 1908 року

У 1872 році Юліус Маггі заснував компанію J. Maggi & Cie. З 1885 року він вивів на ринок дев'ять промислово вироблених сортів бобового борошна. На Швейцарській кулінарній виставці в Цюриху в 1885 році він отримав «Диплом першого класу». У 1886 році перші готові супи на основі бобового борошна та приправи Maggi стали конкурентом м'ясного екстракту, винайденого Юстусом фон Лібігом. Були засновані перші склади та філії за кордоном, зокрема в Зінгені, Баден, у 1887 році. Щоб залучити додатковий капітал для запланованого подальшого розширення, компанія була перетворена на акціонерне товариство в 1889 році з Юліусом Маггі на посаді генерального директора. У 1908 році Maggi запустила бульйонний кубик.

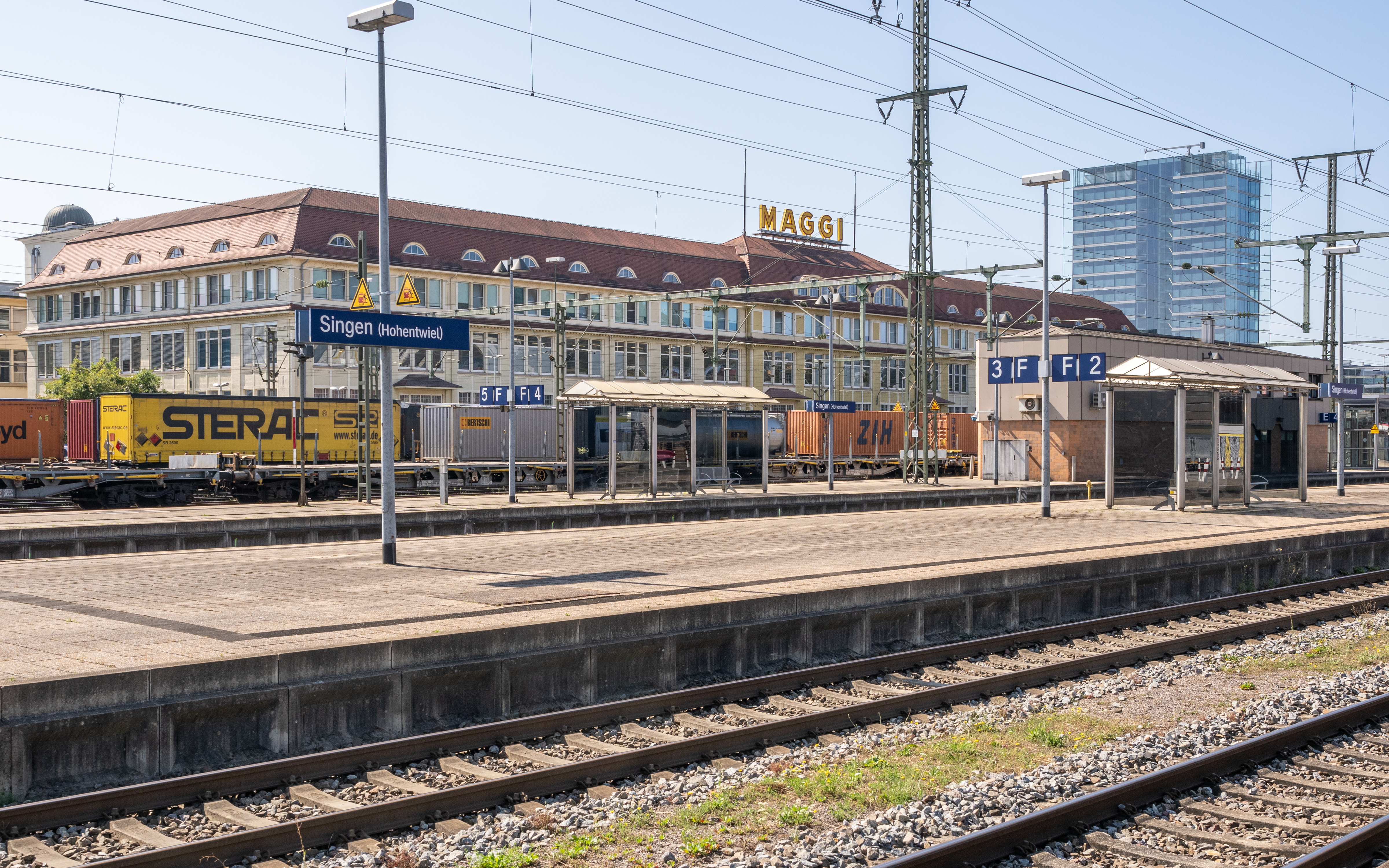
Завод Maggi у Зінгені

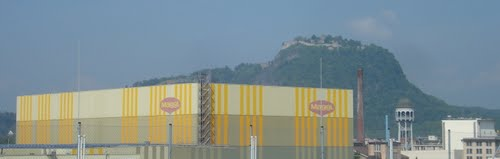
Фабрика Maggi в Зінгені поблизу Хохентвіля

Маггі запровадив широкі соціальні пільги, незвичайні для того часу, такі як їдальня, житло для робітників, медичне страхування компанії,пенсії для вдів та старих, а в 1906 році — вільну суботу. Під час страйку на заводі в Зінгені в 1907 році Юліус Маггі успішно виступив посередником, звинувативши керівництво у втраті зв'язку з робітниками, та запропонував створити «робітничий комітет» — ранню форму робітничої ради. У 1912 році на Маггі Зінгені було укладено перший колективний договір у німецькій харчовій промисловості.

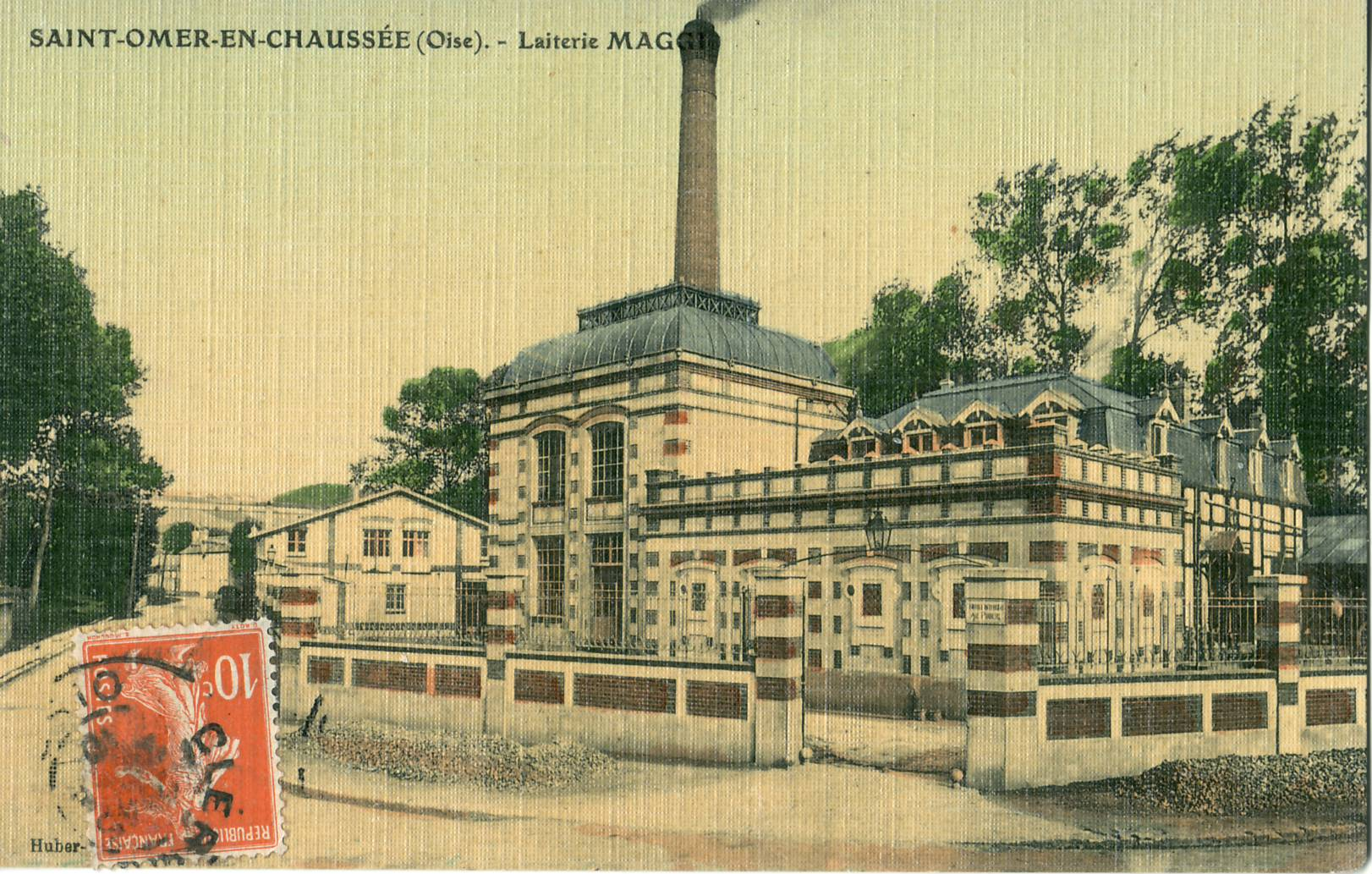
Завод з пастеризації молока Maggi у Франції

Засновник компанії, Джуліус Маггі, з 1902 року жив переважно в Парижі та привів компанію до великого успіху у Франції завдяки новим продуктам. Продажі пастеризованого молока компанією «Société laitière Maggi» у 1912 році склали 60 мільйонів літрів, а продажі бульйонних кубиків під назвою KUB становили 6 мільйонів одиниць на місяць у 1912 році.
Невдовзі після смерті Юліуса Маггі в 1912 році компанія була перетворена на холдингову компанію Allgemeine MAGGI-Gesellschaft.
У 1933 році Maggi відкрила нову фабрику з виробництва приправ у Ле Блан-Менілі (Франція); у 1940 році одинадцятою та останньою фабрикою, заснованою за кордоном, стала Нью-Мілфорд у США.
Хоча французькій компанії Maggi довелося боротися до, під час і після Першої світової війни, як публічно, так і в суді, щоб її не вважали німецькою компанією та гніздом німецьких шпигунів, і зрештою в 1919 році вона перейменувала себе на SISA (Société industrielle des spécialités alimentaires), у Німеччині вона дозволила собі бути запряженою в нацистський візок у 1930-х роках. Рудольф Вайс, бойовий товариш Адольфа Гітлера та один з перших членів НСДАП, взяв на себе управління заводом у Зінгені. У 1938 році Maggi Berlin, а в 1940 році Maggi Singen, отримали звання «Зразкової націонал-соціалістичної компанії» після того, як компанія вже офіційно сертифікувала в 1935 році, що «всі акціонери» та «всі керуючі директори, уповноважені підписанти та уповноважені представники були арійського походження». Залицяння Maggi до націонал-соціалістичного уряду пояснюється, перш за все, його економічною зацікавленістю у веденні бізнесу з державними чи муніципальними установами. Щоб забезпечити такі контракти, Maggi мала неодноразово підтверджувати, що вона є «арійською компанією». Maggi отримала ексклюзивний контракт на постачання для Вермахту, для якого навіть виробляла спеціальний суп. Дві третини продукції Maggi прямо чи опосередковано надходили до Вермахту у воєнні роки.. У ці роки компанія залежала від іноземних робітників. Кількість примусових робітників зі Східної Європи коливалася від 170 (кінець 1943 року) до 48 (травень 1945 року).
Після Другої світової війни німецьке відділення Maggi було врятовано від конфіскації та ліквідації лише завдяки втручанню найвищого керівництва Швейцарської Конфедерації в Берні та за підтримки Червоного Хреста. Злиття з Nestlé у 1947 році також сприяло «дегерманізації» іміджу Maggi.
Злиття Maggi та Nestlé у 1947 році не пройшло без труднощів. Між новим керівництвом та робітниками виникла сильна ворожнеча. Під сумнів було поставлено угоду про заробітну плату компанії Maggi у Зінгені. Людвіг Ерхард, який добре знав тодішнього генерального директора Ріггенбаха, заявив, що «його економічна політика буде поставлена під загрозу, якщо Maggi продовжуватиме платити таку високу заробітну плату». Переїзд комерційного відділу з Берліна до Франкфурта у 1949 році також викликав великий скептицизм серед робочої ради.
Злиття Nestlé та Maggi відбувалося протягом кількох років за допомогою спеціально заснованої компанії під назвою SOPAD (Société de produits alimentaires et dietétiques). Довелося узгодити абсолютно різні асортименти продукції та механізми дистрибуції, але зрештою вони виявилися взаємодоповнюючими. Новий виробничий майданчик у Німеччині (поруч із Зінгеном/Хоентвілем) був відкритий у Людінгхаузені в Мюнстерланді в 1964 році. У 1992 році виробничий майданчик був відкритий у Тойченталі поблизу Галле (Заале).

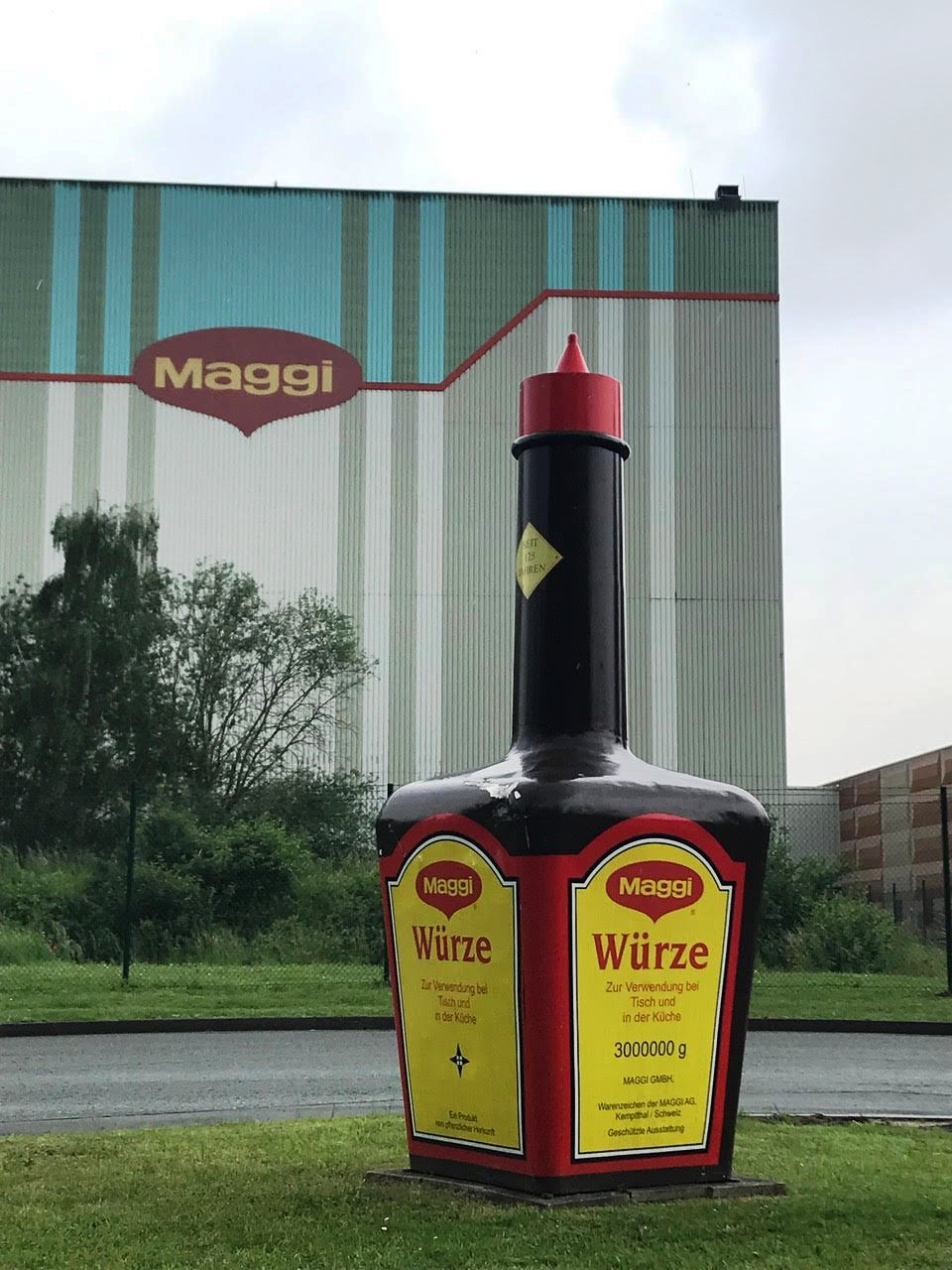
Перед заводом у Людінгхаузені стоїть пляшка для приправ Maggi об'ємом 3 000 000 грамів.

## Маркетинг

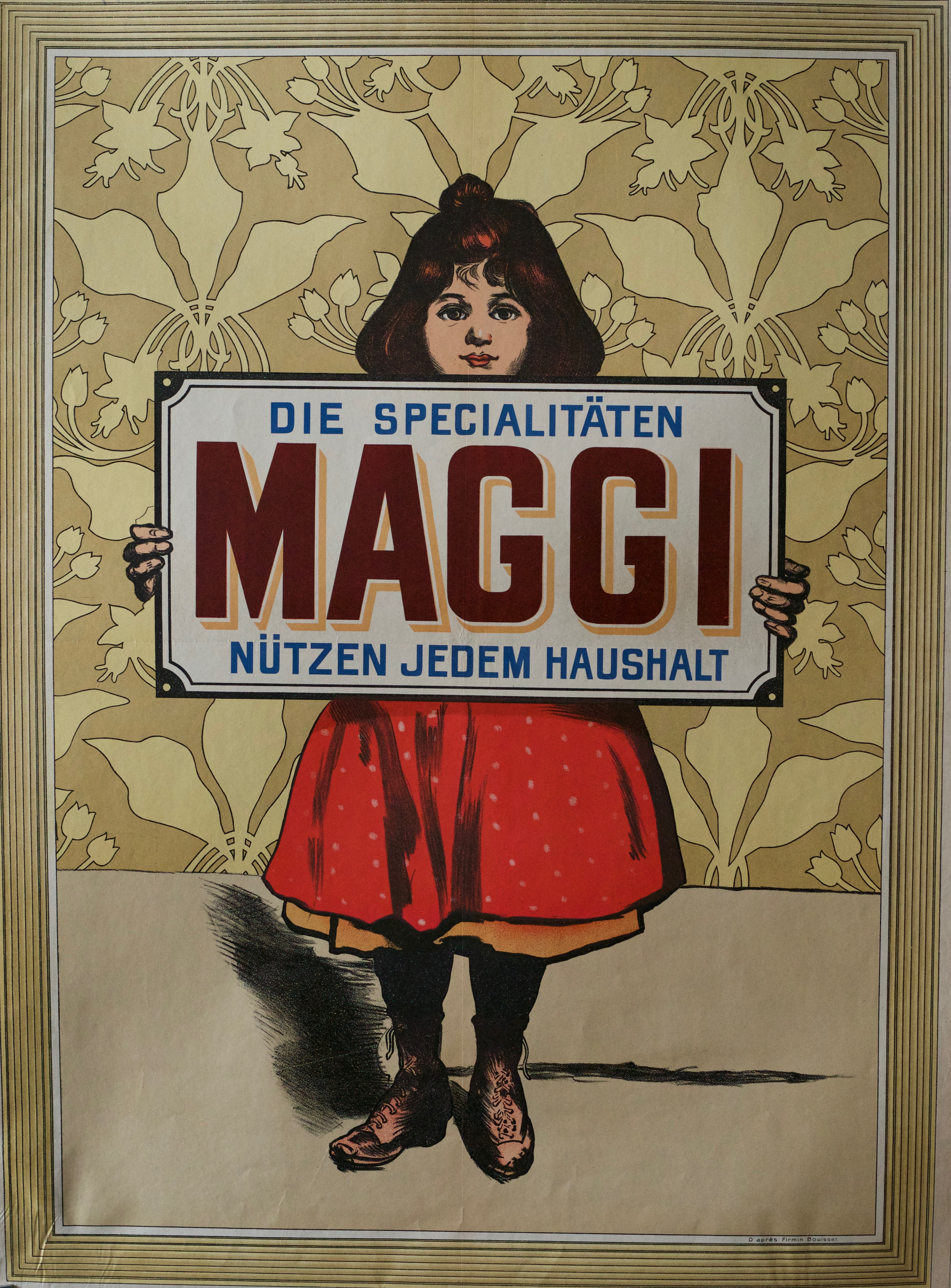
Плакат Маггі (1900)

До 1885 року Maggi розробила власну рекламу для своєї продукції. Спочатку упаковки виглядали надзвичайно просто. На них друкували назву виробника та опис продукту, а також слоган на кшталт «Для багатих і бідних». Реклама була так само простою: " Найкращий, найкорисніший і неперевершений за дешевизною жодного конкурента " (1884) або «Ключ до приготування супів Maggi — це посолити їх за смаком та варити, доки супи не стануть злегка тягучими» (1885).
У 1886 році Maggi заснував власне рекламне та прес-бюро, яке безпосередньо підпорядковувалося Юліусу Маггі. Він найняв Франка Ведекінда, якому тоді було 22 роки і який ще був зовсім невідомим письменником, щоб очолити відділ. Він пробув там рік і за цей час написав для Maggi 150 рекламних текстів. Рукописні оригінали знаходяться у спеціальній колекції Кантональної бібліотеки Ааргау. Залишається незрозумілим, чи Ведекінд навмисно дозволяв собі іронічні перебільшення, коли рекомендував банальні масово вироблені продукти, такі як супи швидкого приготування та приправи, з постійно новими анекдотичними ідеями. Ось один з його творів:
« Якби не кулінарні курси, — зітхнула сімнадцятирічна, струнка, чорноока дівчинка-янголятко, — я б із задоволенням вийшла заміж. Але він неодмінно хоче, щоб я спочатку пройшла кулінарні курси». «Ельшен, заспокойся, — сказала розсудлива мати. — Я навчу тебе основам, а потім ти будеш щодня приправляти його страви цією маленькою пляшечкою. Тільки дивись, як він виглядатиме. Він щодня даватиме тобі за це ще два поцілунки! Це приправа для супів і страв Маггі». (Авторський коментар Джуліуса Маггі: «Фантастично!»).
Навіть після відходу Ведекінда компанія Maggi продовжувала свою інтенсивну рекламну діяльність, використовуючи рекламні засоби, що домінували на той час: рекламу та плакати (у Франції відомий художник-графік у стилі модерн Альфонс Марія Муха розробив для компанії плакат).
Пізніші рекламні слогани були такими: «Людям потрібно щось тепле — Maggi» та «Ось це певне маленьке щось».
Наступна телевізійна реклама добре відома в Африці: «Дівчинко, як тобі вдалося отримати таку вражаючу сідницю всього за десять днів? У чому твій секрет?» Відповідь: «За допомогою кубика Maggi». Тільки в Західній та Центральній Африці щороку продається 36 мільярдів бульйонних кубиків Maggi. Вони містять 50 % солі, витісняють різноманітність місцевих спецій та можуть сприяти підвищенню кров'яного тиску та діабету. Консультанти Maggi намагаються заохотити африканських клієнтів використовувати кубики Maggi без додавання солі, щоб зменшити їх споживання.
До 2020 року асортимент вітчизняної продукції Maggi буде більше зосереджений на звичних та корисніших інгредієнтах, а вміст солі буде зменшено в рамках ініціативи «Просто добре».

## Цікаві факти

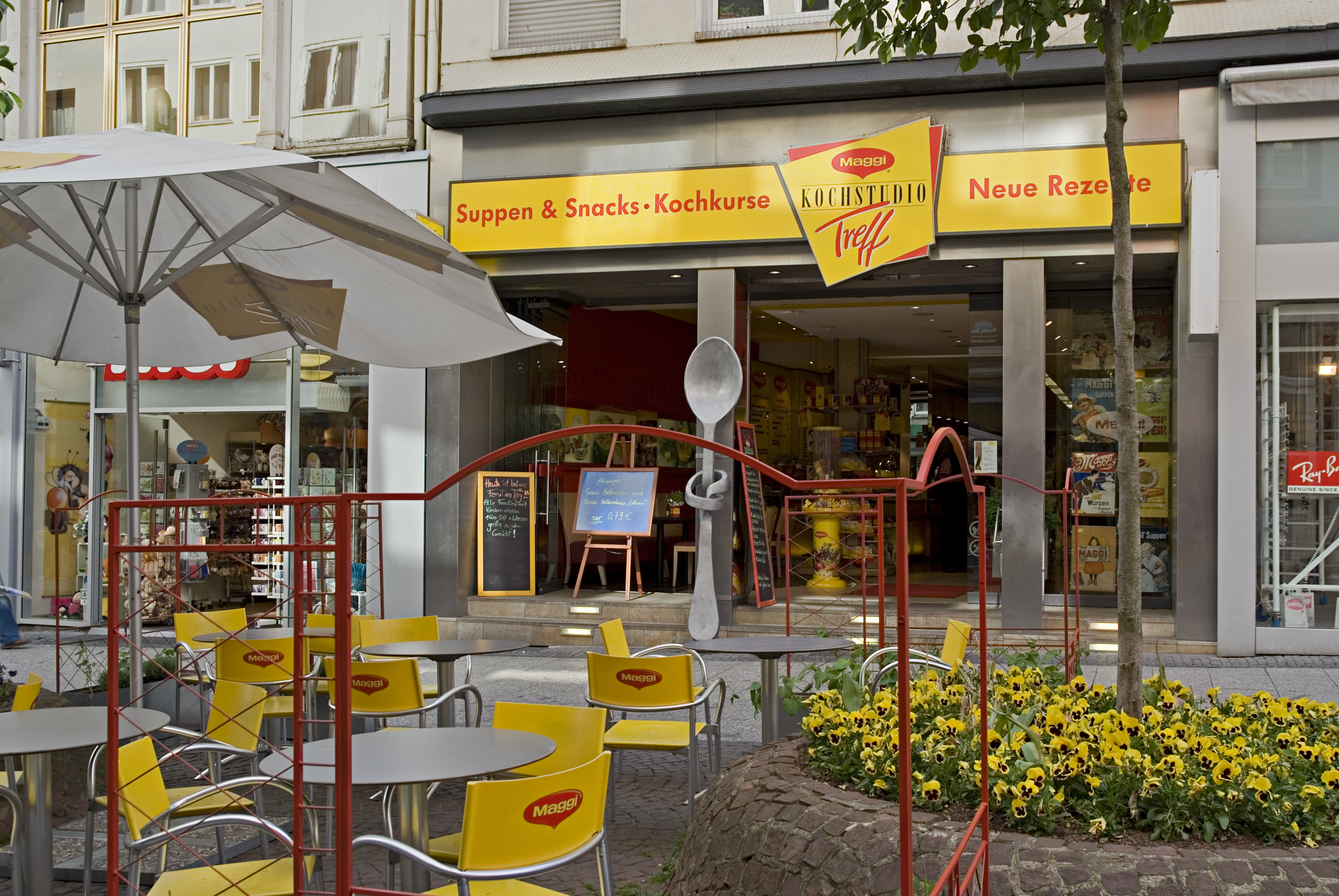
Колишня кулінарна студія Maggi, роздрібний магазин та ресторан швидкого харчування у Франкфурті-на-Майні

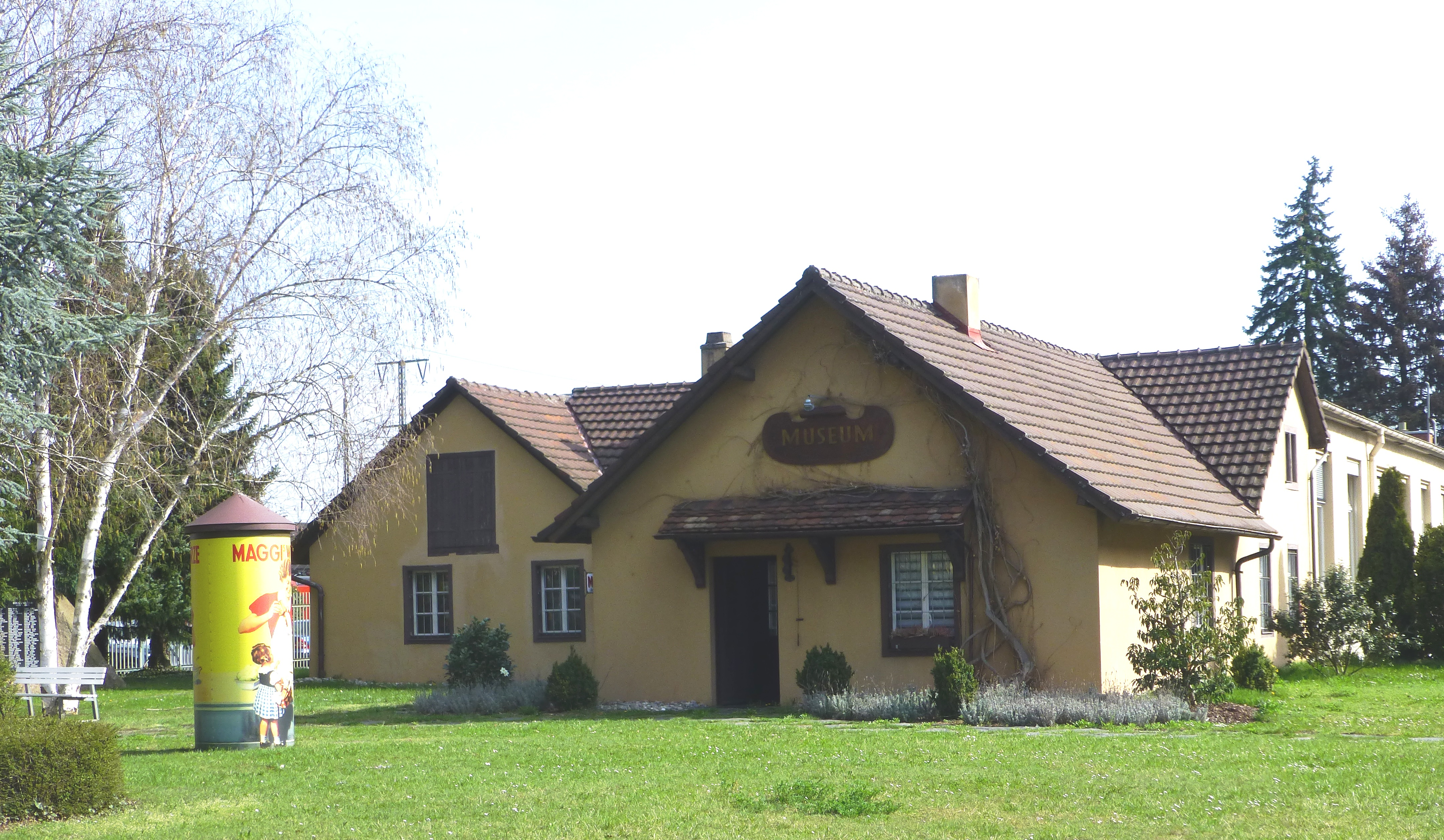
Музей Маггі Зінген/Гогентвіль у так званому «Гюттерлі-Хюслі»

Восени 2006 року рекламне агентство для Maggi придбало спонсорство погоди в Інституті метеорології при Вільному університеті Берліна. Оскільки Maggi — це абревіатура від Margaret в англійській мові, це спонсорство погоди було можливим. Однак ім'я Maggi вимовлялося як Mäggi, оскільки це жіноче ім'я в англійській мові.